# Шапшенга
Шапшенга — озеро на территории Паданского сельского поселения Медвежьегорского района Республики Карелии.

## Общие сведения
Площадь озера — 1,6 км². Располагается на высоте 155,2 метров над уровнем моря.
Форма озера лопастная, подковообразная. Берега преимущественно заболоченные.
С северо-восточной стороны озера вытекает река Шапшенга, втекающая в правого берега в реку Лужму, впадающая в Сегозеро.
С запада от озера проходит дорога местного значения 86К-9 («Паданы — Совдозеро (через Сельги, Гумарино)»).
Код объекта в государственном водном реестре — 02020001111102000007512.